# Vârful Cornu, Obcina Mare
Vârful Cornu (în ucraineană Гора Kорнуль) este un munte împădurit situat în Sadău, la frontiera României cu Ucraina. Se consideră a fi cel mai înalt vârf montan din Obcina Mare, având 1279 m.
Este vârful unui masiv ce se întinde pe 16 km, între Brodina și Șipotul pe Siret.
Aici se află Poiana lui Fedorovici.